# Виноградный (Волгодонской район)
Виногра́дный — посёлок в Волгодонском районе Ростовской области.
Входит в состав Прогрессовского сельского поселения.

## Население
| 1989 | 2002 | 2010 |
| ---- | ---- | ---- |
| 879  | ↘841 | ↗942 |

## Улицы
| - ул. Дружбы, - ул. Западная, - ул. Ленина, | - ул. Мира, - ул. Молодёжная, - ул. Театральная, | - ул. Школьная, - ул. Юбилейная, - ул. Южная. |